# Ненад Бороевич
Ненад Бороевич е кинооператор, родом от Северна Македония, участвал в заснемането на няколко български филма.

## Биография
Роден е на 25 юли 1977 година в Северна Македония. Завършва НАТФИЗ „Кръстьо Сарафов“. Работи заедно с Димитър Митовски, с когото снимат реклами.

## Филмография
- Рибена кост (2021)
- 18% сиво (2020)
- И после светлина (2017)
- Христо (2016)
- Аве (2011)
- Столичани в повече (2011)
- Стъклен дом (2010 – 2011)
- Мисия Лондон (2010)
- Хиндемит (2009)
- The Persian Love Cake (късометражен) (2009)
- Посредникът (2008)
- Самотни сърца (2007)
- Rabbit Troubles (2007)
- Малка нощна приказка (2006)
- Последната пастирка (2005)
- Уловени (2005)